# كاندافا
كاندافا (بالإنجليزية: Kandava)‏ هي منطقة سكنية تقع في لاتفيا في بلدية كاندافا ‏. يقدر عدد سكانها بـ 3,816 نسمة .